# Dương Cát Lợi
Dương Cát Lợi (?-?) là tướng lĩnh nhà Ngô trong lịch sử Việt Nam.

## Tiểu sử
Dương Cát Lợi không rõ quê quán, là một tướng lĩnh dưới triều vua Dương Bình Vương, giữ chức Chỉ huy sứ.
Năm 950, Dương Bình Vương giao cho Thái tử Ngô Xương Văn cùng hai tướng Dương Cát Lợi, Đỗ Cảnh Thạc cầm quân đi đánh dẹp hai thôn Đường, Nguyễn. Đi được nửa đường, Ngô Xương Văn thuyết phục hai tướng Dương, Đỗ đem quân quay về đảo chính. Quân đội của Ngô Xương Văn chiếm được kinh đô Cổ Loa. Ngô Xương Văn lên ngôi vua, xưng là Nam Tấn Vương.
Không có ghi chép gì về Dương Cát lợi sau cuộc chính biến. Không rõ Dương Cát Lợi mất năm nào. Có giả thuyết cho rằng Dương Cát Lợi là cha của sứ quân Dương Huy (hay Dương Lý Huy) cuối thời Ngô.

## Ghi nhớ
Dương Cát Lợi được đặt làm tên cho một con đường thuộc huyện Nhà Bè, Thành phố Hồ Chí Minh và năm 2013 thì được đặt cho đoạn đường hình chữ U dài 250m, từ đường Hoàng Minh Thảo đến giáp đường Vũ Lập thuộc quận Liên Chiểu, Thành phố Đà Nẵng.